# Jakob Streitle
Jakob Streitle (né le 11 décembre 1916 à Ulm et mort le 24 juin 1982) était un footballeur et entraîneur allemand.

## Biographie
En tant que défenseur, Jakob Streitle fut international allemand à quinze reprises (1938-1952) pour aucun but inscrit. Il participa à la Coupe du monde de football de 1938, ne jouant que le match à rejouer contre la Suisse. L'Allemagne fut éliminée en huitièmes de finale.
Il joua toute sa carrière au Bayern Munich (1936-1954) mais il ne remporta rien. Fidèle à son club, il en fut l'entraîneur, lors de la saison 1954-1955, sans rien remporter.

## Clubs

### En tant que joueur
- 1936-1954 :  Bayern Munich

### En tant qu'entraîneur
- 1954-1955 :  Bayern Munich